# Základní škola Na Ostrově
Základní škola Na Ostrově (dříve také Masarykova základní škola) je škola v Jaroměři. Novorenesanční budova školy se nachází v lokalitě Na Ostrově v Masarykových sadech. Stavba dle projektu architekta Arnošta Jenšovského proběhla v letech 1884–1885. Ve své době školní budova patřila k nejhonosnějším v severovýchodních Čechách. Budova školy je chráněna jako kulturní památka.

## Historie

### Vznik
V roce 1876 byla v Jaroměři založena první měšťanská chlapecká škola. Sídlila v budově na náměstí u kostela. Kvůli rostoucímu počtu žáků se škola postupně začala potýkat s nedostatkem místa. Učitelé si stěžovali na hluk a prach z ulice a přeplněnost tříd (až 91 žáků ve třídě). Docházelo tak k pronajímání soukromých prostorů pro školní výuku.

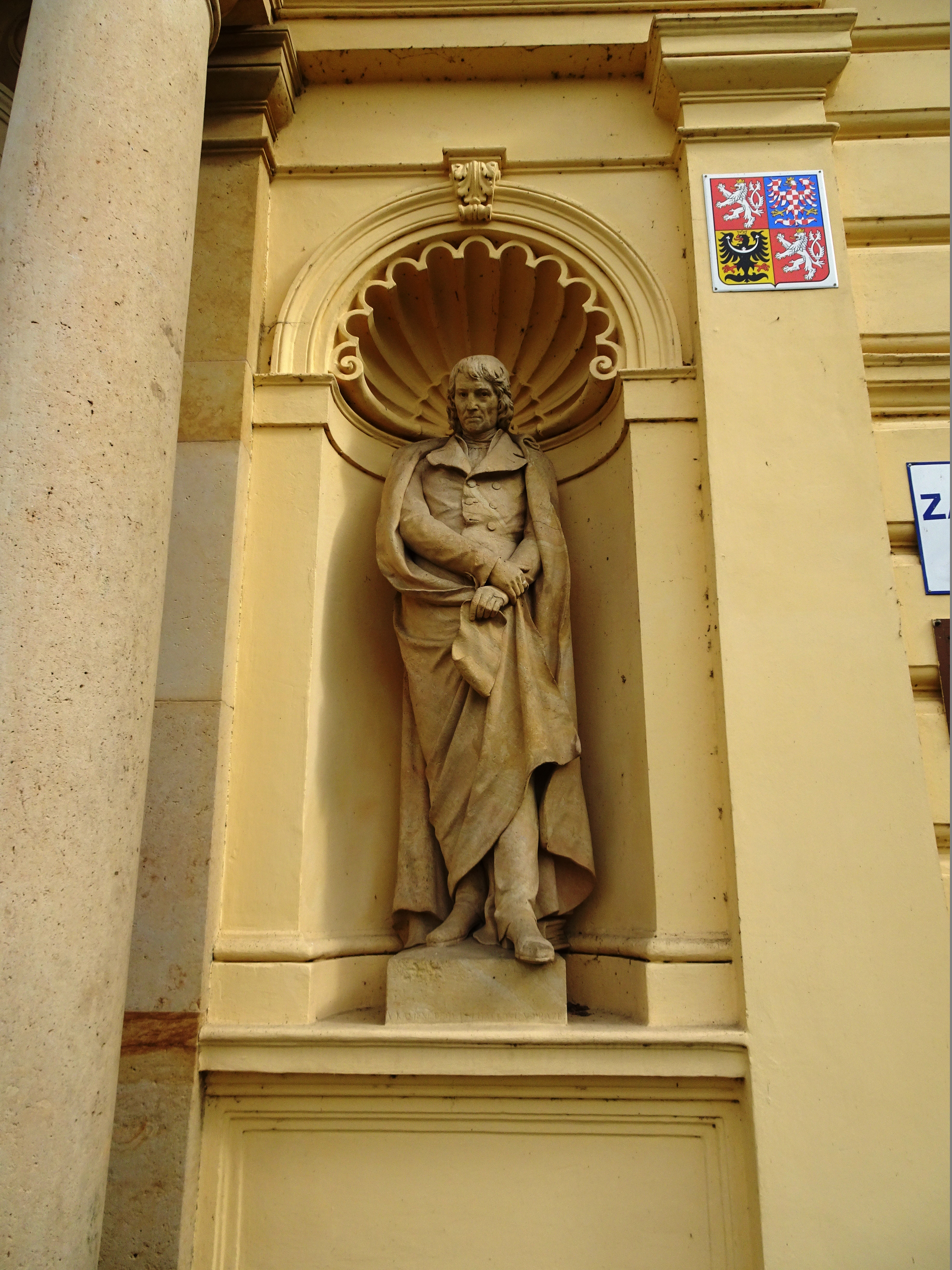
Socha Josefa Jugmanna

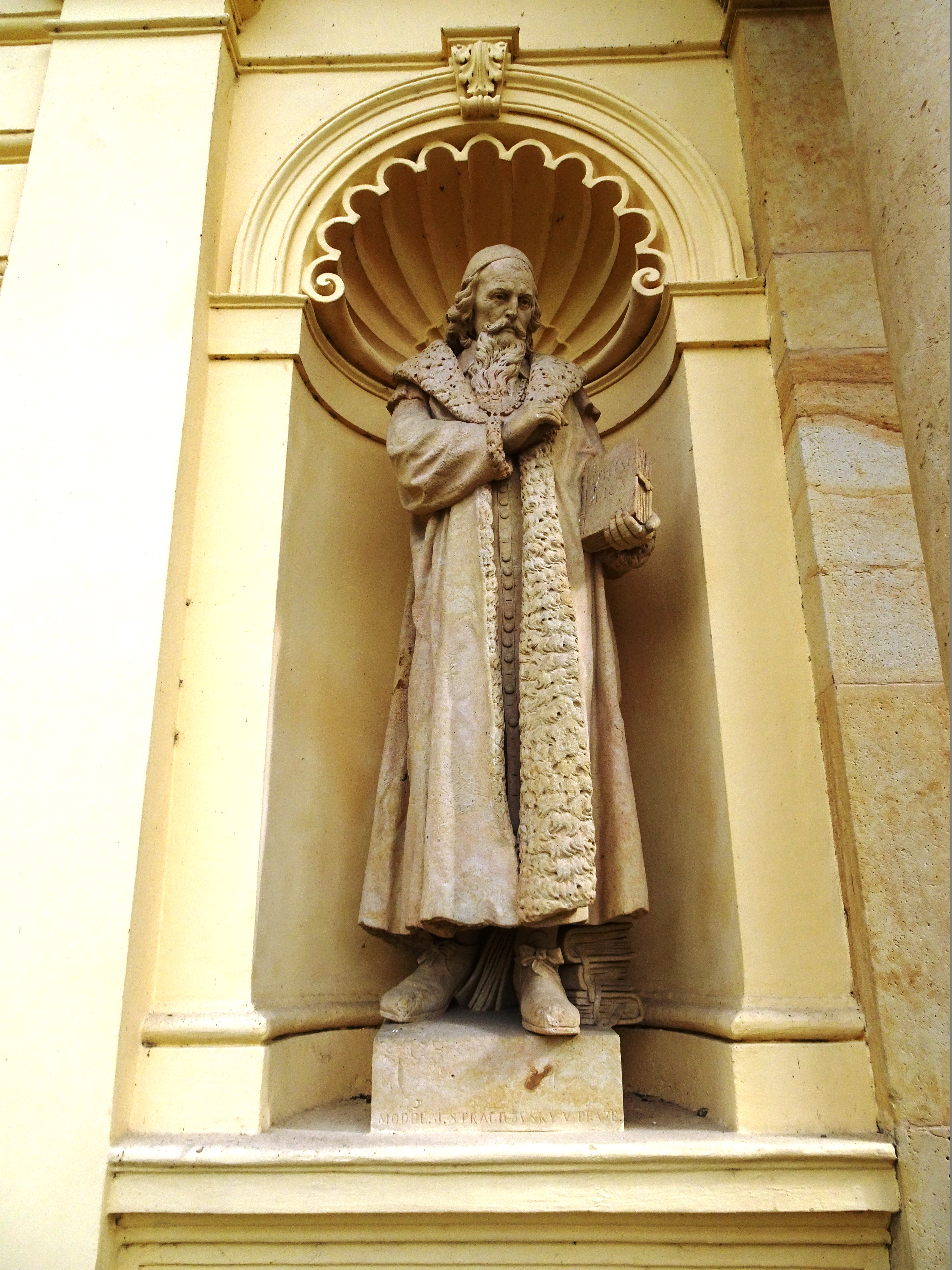
Socha J. A. Komenského

Městské zastupitelstvo na své schůzi konané 24. února 1877 rozhodlo o výstavbě tzv. obecního domu jako nového sídla školy. Část městských zastupitelů se proto rozhodla problém vyřešit stavbou druhé školní budovy. Vybrali lokalitu podmáčeného ostrova na druhém břehu Labe naproti náměstí. Tato lokalita však měla řadu odpůrců, a proto následovala dlouhá jednání, v nichž nakonec zvítězili navrhovatelé a podporovatelé. Pozemek byl zakoupen za 17 600 zlatých. Teprve poté mohla být zahájena stavba. Kvůli škole ale bylo zároveň nutné postavit most přes Labe a zbourat hned tři domy na náměstí, které bránily cestě právě z náměstí do školy. Do budovy přesídlily chlapecké třídy, zatímco dívčí třídy zůstaly v původní budově.
V tzv. Obecním domě měla sídlit obecná a měšťanská škola chlapecká i městské muzeum. Výstavba stavebními podnikateli z Prahy Janem Čermákem a Emilem Prüknerem započala 26. března 1884. Stavební práce byly dokončeny 15. srpna 1885. Slavnostní otevření budovy následovalo dne 6. září 1885. Dům byl obklopen rozsáhlým parkem (později pojmenovaným jako Masarykovy sady), který byl vytvořen v letech 1885–1886 dle návrhu Hanse Liehma, vrchního dvorního zahradníka opočenského knížete.
Od roku 1886 bylo přízemních místnostech umístěno městské muzeum s expozicemi. V druhém poschodí byla městská zasedací síň. Část budovy začala využívat také Všeobecná škola řemeslnická, která byla nově založena v roce 1886. Tato škola si zakládala na vysoké odbornosti učitelského sboru, do něhož patřili její první ředitel Alois Studnička či malíř Josef Šíma. Ve škole se vzdělával i jeden z nejvýznamnějších českých malířů František Kupka. Tato instituce opustila budovu po 20 letech a přesunula se do tehdy nově postavené vlastní budovy.
Vzhledem ke své poloze u řeky Labe budova opakovaně trpěla povodněmi. Prvně voda vyplavila místnosti v roce 1897, kdy byly poškozena i školní zahrada, kde byl stržen plot.
Za první světové války byla budova využívána vojskem maďarské národnosti. Během války přišel učitelský sbor o řadu dřívějších členů. Z původního kolektivu zbyli pouze ředitel a dva učitelé. Krátce po válce se ale situace zlepšila a fungování školy mohlo pokračovat bez větších obtíží. Od začátku 20. let zde probíhal přípravný kurz napomáhající úspěšnému složení zkoušky z učiva měšťanské školy pro dospělé. Dále se pokračovalo ve výuce náboženství. Do roku 1928 byla měšťanská a obecná škola chlapecká správně spojena, když obě měly stejného ředitele. Od roku 1928 byla správa obou škol rozdělena na dvě samostatné instituce se samostatným vedením.

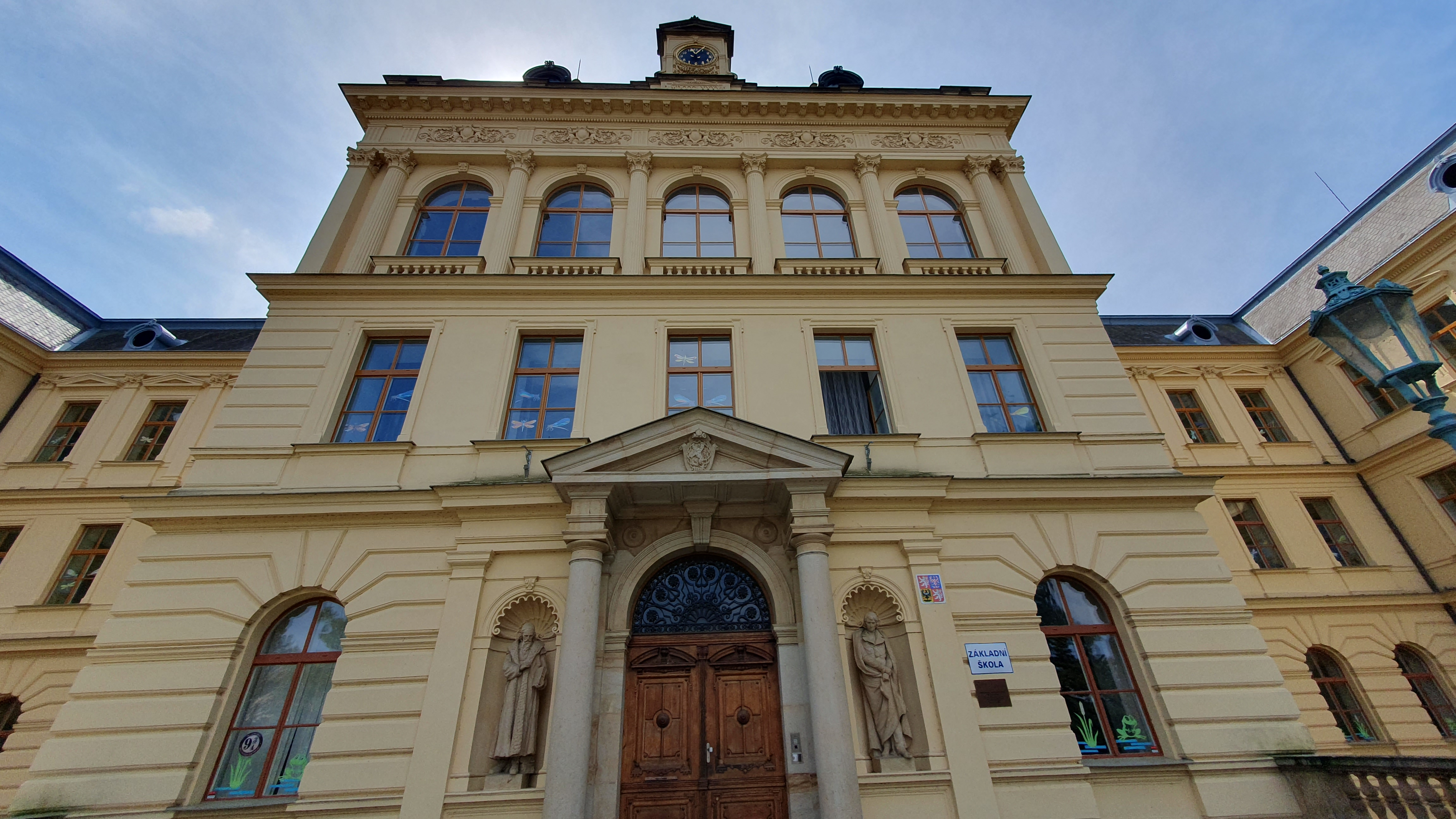
Průčelí

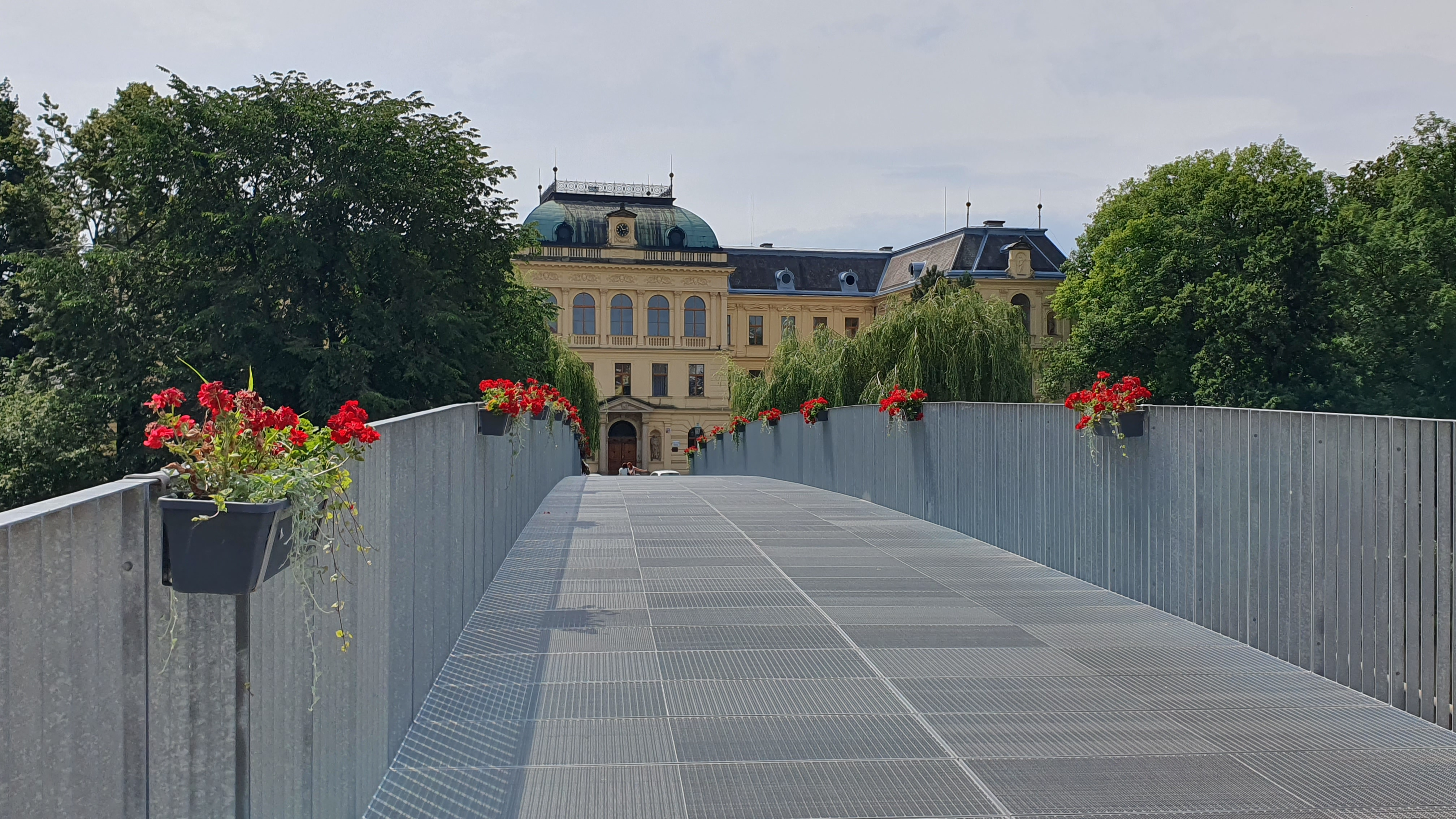
Pohled na školu přes Komenského most

Za druhé světové války byla stavba využívána německými vojáky. Nejprve bylo v říjnu 1940 nacisty obsazeno přízemí. Dvě třídy školy kvůli tomu byly přemístěny do původní školní budovy u kostela. V únoru 1941 nacisté zabrali budovu úplně, takže se celá chlapecká škola přesunula do prostor dívčí školy. Jenže i tu Němci v červenci 1941 zabrali, jelikož do ní potřebovali přesunout německou obecnou školu a domov pro evakuované děti z řady říšských území. Původní školy byly proto následně přemístěny do budovy gymnázia. V roce 1941 proběhla rovněž reforma školství. Obecnou školu nově tvořilo osm tříd, zatímco měšťanská škola změnila název na hlavní školu. Její čtyři třídy byly alternativou k posledním čtyřem ročníkům obecné školy. V únoru 1945 Němci využili budovu jako vojenský lazaret.

### Poválečná historie
Škola byla od založení chlapeckou školou. Ke sloučení chlapeckých a dívčích škol došlo až v roce 1948. V roce 1948 tu transformací nově vznikla osmiletá střední škola. Poté, co byla prodloužena povinná školní docházka o jeden rok, se škola přejmenovala na střední devítiletou školu. V roce 1961 došlo k dalšímu přejmenování na základní devítiletou školu. Od roku 1979 byl název zkrácen jen na základní školu.
V roce 1971 byla zahájena generální oprava školy trvající třináct let, tedy až do roku 1984. V zasedacím sále byl instalován nový strop, došlo k výměně dlažby i oken, opravě fasád i vybudování nové střechy. V suterénu byly vytvořeny šatny. Po celou dobu oprav nebyla ve škole přerušena výuka. Náklady činily celkově na tehdejší dobu velmi hodně: 7,037 mil. korun.
V roce 1993 zřídila škola svou první počítačovou učebnu a o dva roky později byl prvně zajištěn přístup k internetu. V březnu 2000 postihla školu rozsáhlá povodeň, kdy byl vyplaven suterén a tělocvična.